# Helmut Schelsky
Helmut Schelsky (14 de outubro de 1912 - 24 de fevereiro de 1984), foi um sociólogo alemão, o mais influente na Alemanha pós- Segunda Guerra Mundial, até a década de 1970.

## Schelsky e a sociologia alemã
A "Escola de Leipzig" (o filósofo social Hans Freyer, o antropólogo Arnold Gehlen, o filósofo Gotthard Günther), rica nos talentos de uma primeira geração, teve forte influência teórica sobre Schelsky. Mas Freyer também sonhava em construir um think tank sociológico para o Terceiro Reich - bem diferente da maioria dos outros sociólogos, por exemplo, para o (franco) anti-hitleriano Ferdinand Tönnies (Universidade de Kiel) e para Leopold von Wiese (Universidade de Colônia), e para os emigrantes (por exemplo, para Karl Mannheim, e para o promissor René König, Paul Lazarsfeld, Norbert Elias, Theodor Adorno, Rudolf Heberle, e Lewis A. Coser). As ambições de Freyer falharam miseravelmente, a elite do poder nazista monopolizando a ideologia, mas ajudou o talentoso (e ex-nazista) estudante Schelsky em seus primeiros passos na carreira.
Após a Segunda Guerra Mundial, não mais nacional-socialista, Schelsky tornou-se uma estrela da sociologia aplicada, devido ao seu grande dom de antecipar os desenvolvimentos sociais e sociológicos. Publicou livros sobre teoria das instituições, sobre estratificação social, sobre sociologia da família, sobre sociologia da sexualidade, sobre sociologia da juventude, sobre sociologia industrial, sobre sociologia da educação e sobre sociologia do sistema universitário. Em Dortmund, ele fez do Centro de Pesquisa Social (″Sozialforschungsstelle″) um foco de estudos empíricos e teóricos da Alemanha Ocidental, sendo especialmente talentoso em encontrar e atrair cientistas sociais de primeira classe, por exemplo, Dieter Claessens, Niklas Luhmann e muitos mais.
Ajudou o fato de Schelsky ser um professor liberal franco, sem qualquer ambição de criar adeptos. Ele ajudou outros 17 sociólogos a se qualificarem como conferencistas (superando neste quesito qualquer outro professor de Humanidades e Ciências Sociais) e antecipou o boom de cadeiras de sociologia nas universidades alemãs. Manejando-os, ele foi profissionalmente ainda mais bem sucedido do que os destacados remigrantes René König (Colônia) e Otto Stammer (Berlim) - a Escola de Frankfurt começou a ter influência somente após 1968.
Schelsky foi capaz de projetar a Universidade de Bielefeld como uma instituição inovadora da mais alta qualidade acadêmica, tanto em pesquisa quanto em pensamento. Mas o fato de sua própria universidade ter se afastado de suas ideias o atingiu em cheio. Seus livros posteriores, criticando a sociologia ideológica (muito aclamada agora pelos analistas conservadores) e sobre a sociologia do direito (bastante influente nas escolas de direito) mantiveram sua reputação como um pensador notável, mas caiu em desgraça com os sociólogos mais jovens. Além disso, suas fascinantes análises, sendo do mais alto valor prático, ficaram desatualizadas pelo mesmo motivo; somente em 2000 novos sociólogos começaram a lê-lo novamente.

## Publicações selecionada
1. Theorie der Gemeinschaft nach Fichtes "Naturrecht" von 1796, 1935
2. Das Freiheitswollen der Völker und die Idee des Planstaats, 1946
3. Zur Stabilität von Institutionen ([tr.] On the stability of institutions, 1952)
4. Wandlungen der deutschen Familie in der Gegenwart ( [tr.] Changes in present-day German families, 1953, 4a. ed. 1960)
5. Soziologie der Sexualität ([tr.] Sociology of sexuality, 1955, 21a. ed. 1977)
6. Die sozialen Folgen der Automatisierung ([tr.] The social outcomes of automation, 1957)
7. Die skeptische Generation, (a sociology of youth, 1957) 1975
8. Schule und Erziehung in der industriellen Gesellschaft ([tr.] School and education in the industrial society, 1957, 5a. ed. 1965)
9. Ortsbestimmung der deutschen Soziologie, 1959
10. Der Mensch in der wissenschaftlichen Zivilisation, 1961
11. Einsamkeit und Freiheit. Die deutsche Universität und ihre Reformen, (1963) 1973
12. Die Arbeit tun die anderen. Klassenkampf und Priesterherrschaft der Intellektuellen (1975) ²1977
13. Die Soziologen und das Recht, 1980